# Erando Karabeci

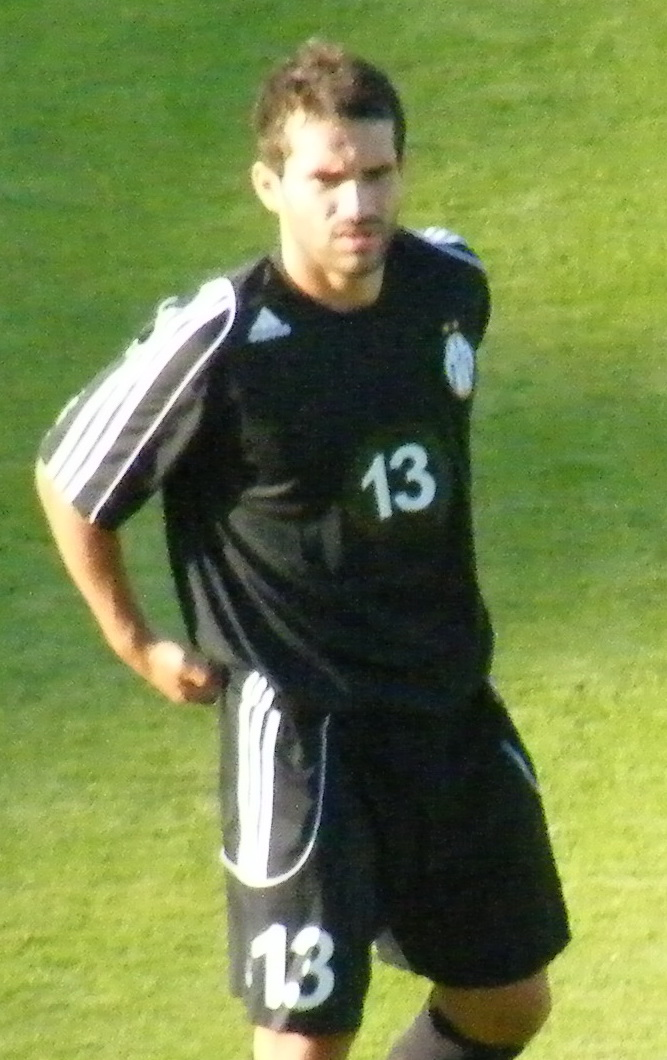
Erando Karabeci (2010)

Erando (Erindo) Karabeci lub Karabeçi (ur. 6 września 1988 w Tiranie) – albański piłkarz, były członek albańskich reprezentacji U-19 i U-21. Był kapitanem klubu KF Tirana.